# Grange seigneuriale de Chéripeau
La grange seigneuriale à grains de Chéripeau, est située à Ampoigné en Mayenne. Il s'agit d'un exemple exceptionnel d'architecture de la fin du Moyen Âge.
Elle est située à 500 m du Petit domaine, a comme maison de ferme un grand corps de bâtiment de plus de 40 m de longueur, ancien logis seigneurial. C'est à cet endroit que se dresse un imposant bâtiment, long de 30 m et haut de 15 m environ, appelé « grange seigneuriale à grain de Chéripeau ». On retrouve à Marigné-Peuton, au lieu Le Plessis, un édifice analogue à celui-ci.

## Description
La grange seigneuriale de Chéripeau est un bâtiment rectangulaire à trois niveaux, long de 30 m environ. Il comprend une grange de cinq travées, desservie à l'est par un escalier en vis. Il a conservé sa charpente ancienne.  Le bâtiment n'a pas subi de modifications depuis la fin du XVe siècle. Le bâtiment est inscrit au titre des monuments historiques en 1987.